# Rustoord Sint-Franciscus

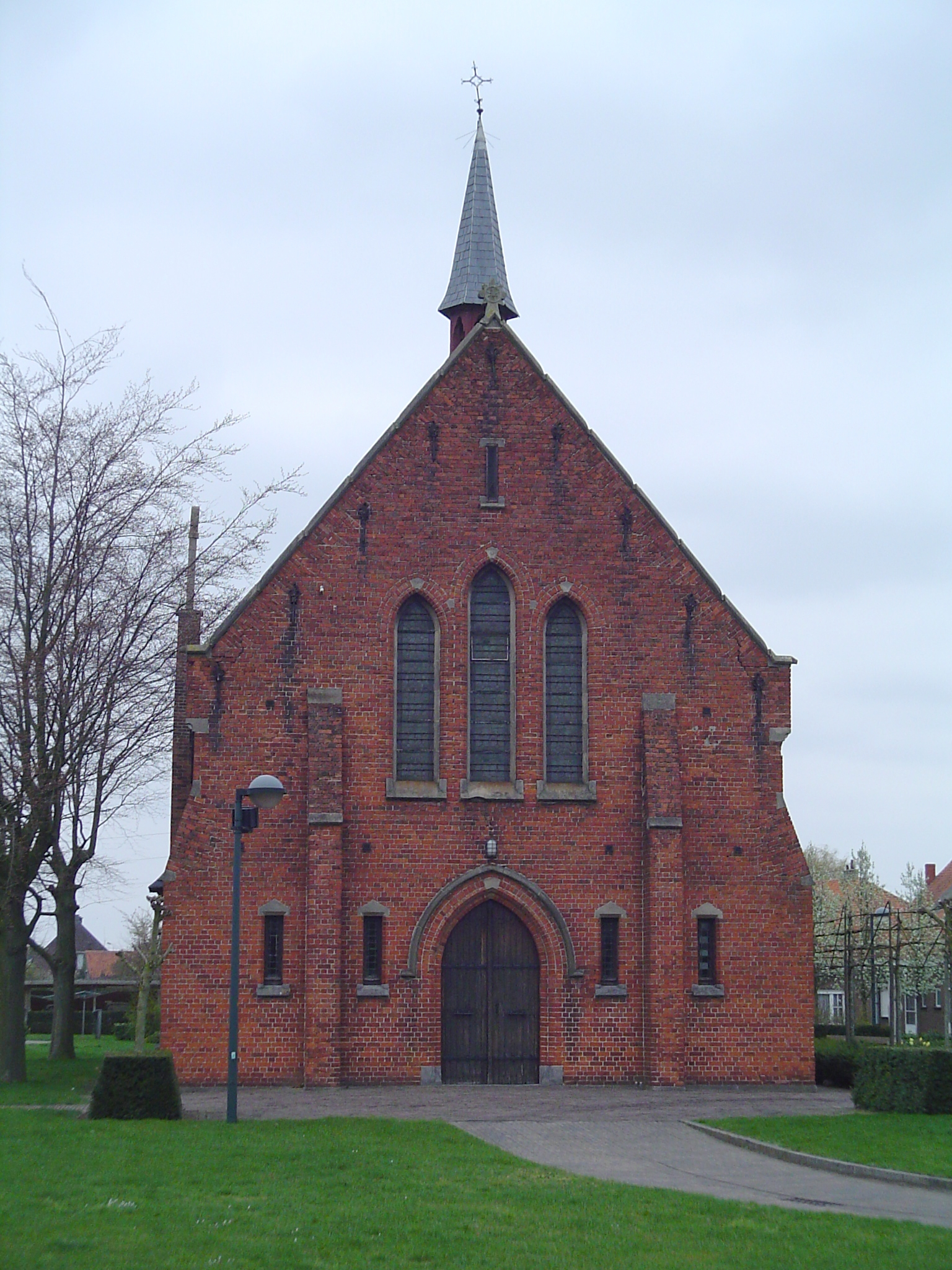
Kapel van het Rustoord

Het Rustoord Sint-Franciscus is een woonzorgcentrum in de tot de Oost-Vlaamse gemeente Evergem behorende plaats Sleidinge, gelegen aan Hooiwege 1.

## Geschiedenis
In 1833 stichtten de Zusters Franciscanessen een klooster. Zij verzorgden ouderen, wezen en zieken. Ook was er een lagere school voor arme meisjes en een kantwerkschool. Van 1840-1842 werden nieuwe gebouwen opgericht en 1879 werd de school gesloten. In 1904 werd een ziekenhuisvleugel aangebouwd, evenals de kapel en de tuin. In 1908 werd de vleugel aan de straat gebouwd naar ontwerp van Henri Vaerwyck, die ook de kapel had ontworpen.
De kapel heeft glas-in-loodramen van 1930.